# مارگارت لی (بازیگر انگلیسی)
مارگارت لی (انگلیسی: Margaret Lee؛ زادهٔ ۴ اوت ۱۹۴۳ – درگذشتهٔ ۲۴ آوریل ۲۰۲۴) بازیگر اهل بریتانیا بود. وی در دهه‌های ۱۹۶۰ و ۱۹۷۰ میلادی در فیلم‌های ایتالیایی نقش‌های اصلی را بازی می‌کرد. 
از جمله فیلم‌هایی که وی در آنها نقش داشته‌است، می‌توان به دغل‌کار، دوریان گری، سکس و لذت، دورو، قاضی خونخوار، این دنیای دیوانهٔ دیوانهٔ ترانه، قصر لذت و هتل اسلاتر اشاره کرد.